# Другая кампания

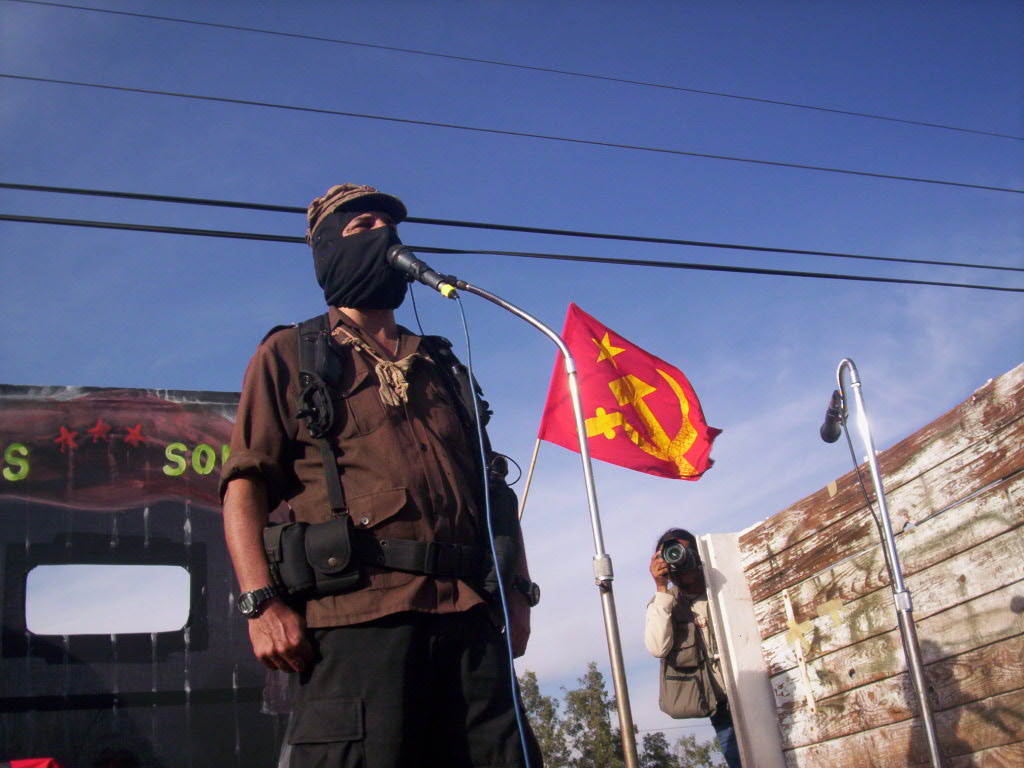
Субкоманданте Маркос во время «Другой кампании», Саламанка (2006)

Другая кампания (исп. La Otra Campaña) — политическая программа Сапатистской армии национального освобождения за признание и защиту прав коренных народов и автономии в Мексике на фоне предвыборной борьбы накануне президентских выборов, приведших к Революции кактусов. Эта программа началась в январе 2006 года, когда её главный спикер и представитель Субкоманданте Маркос, также известный как Делегат Ноль, отправился в турне по Мексике на несколько месяцев. Этот тур был предназначен для установления связей между сапатистами и ранее существовавшими группами сопротивления по всей Мексике.
На протяжении всей кампании, сапатисты встретились с разным количеством групп и организаций, таких как профсоюзные организаторы, лидеры коренных народов, крестьяне, рыбаки, рабочие, студенты, интеллигенты, учителя, борцы за права человека, феминистки и активисты за права женщин, ЛГБТ—людей, активисты-экологи, жертвы стихийных бедствий, проститутки, а также прочие молодые люди.
Маркос заявил, что цель кампании — Не выступать или баллотироваться в президенты, а «слушать простых и скромных людей, которые борются». Эта объединённая сила была задумана для борьбы с неолиберализмом и капитализмом. Сапатисты надеялись искоренить подобную практику в федеральном правительстве Мексики, чтобы защитить средства к существованию тех граждан, которые подвергаются экономической эксплуатации со стороны этих учреждений. Основанная на Шестой декларации Лакандонской сельвы, конечной целью Другой кампании было заставить правительство Мексики согласиться на конвенцию, которая переписала бы национальную конституцию, включив в неё защиту прав коренных народов и автономии и исключив элементы неолиберального капитализма.

## Контекст
Другая кампания возникла в результате 12-летней борьбы за права коренных народов, известной как сапатистское движение или сапатизм. Это движение началось 1 января 1994 года с восстания в Чьяпасе в знак протеста против Североамериканского соглашения о свободной торговле и борьбы за признание и защиту прав коренного населения Мексики. Движение боролось с мексиканским правительством за прекращение таких проблем, как финансовая эксплуатация местных жителей, а также за признание расовых, этнических и гендерных различий среди граждан Мексики. На протяжении всего своего существования в качестве политической силы сапатисты опубликовали серию деклараций, в которых объявлялись цели движения в соответствии с традиционными восстаниями крестьян и коренного населения Мексики 19 века. В 1996 году сапатисты организовали серию мирных переговоров с федеральным правительством Мексики, первоначально сосредоточив внимание на культуре и гражданских правах коренных народов. Эти переговоры привели к подписанию Соглашений Сан-Андреса 16 февраля 1996 года. Но в августе 2001 года мексиканское правительство нарушило условия соглашений в Сан-Андрес, когда Мексиканский конгресс провел конституционные реформы, которые оказали пагубное влияние на права коренных народов.
В ответ на это неповиновение в июне 2005 года сапатисты опубликовали Шестую декларацию Лакандонской сельвы (также известную по-испански как La Sexta), самую последнюю из деклараций целей движения. В декларации было обозначено несколько целей и объявлено, что сапатисты намерены оставаться как политической, так и военной силой в Мексике. Декларация описывает необходимость создания новой политической партии, независимой от партий мексиканских левых и всех других ранее существовавших политических партий. Шестая декларация также поощряет международную борьбу с неолиберализмом.
Чтобы достичь цели Шестой декларации по формированию новой политической силы, сапатисты пригласили сотни организаций, политических активистов, лидеров и обычных граждан встретиться и обсудить стратегии по завоеванию поддержки групп сопротивления по всей стране. Результатом дебатов и организационного прогресса, достигнутого во время этих встреч, стала инициатива, известная как Другая кампания.

## Кампания

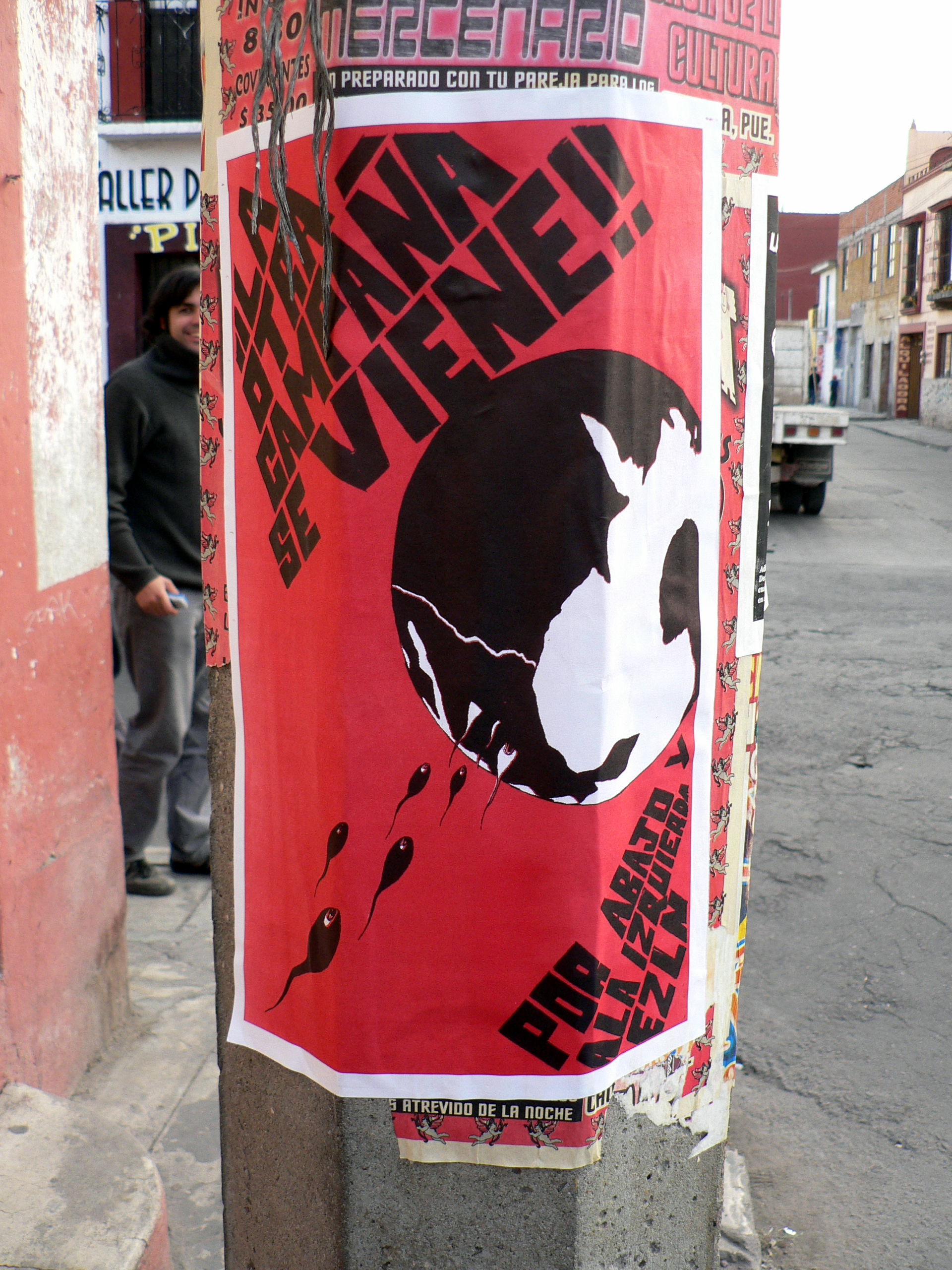
Новая инициатива САНО, Шестая декларация Лакандонской сельвы (2005)

Другая кампания началась как идея, разработанная сапатистами, путешествия по Мексике, чтобы встретиться с другими группами сопротивления и узнать о борьбе, с которой они сталкиваются в своих общинах, и заручиться поддержкой против неолиберальной и капиталистической федеральной политической системы. Хотя этот процесс напоминает обычную избирательную кампанию, целью было не избрание кандидата на государственную должность, а создание политической силы нового типа, которая представляет иной способ ведения политических дел во время избирательных кампаний.
Первая встреча для обсуждения организации, структуры и политики Другой кампании состоялась 16-18 сентября 2005 года. В этом двухдневном мероприятии приняли участие более 2000 человек. Их опыт в активизме варьировался от «ни одного» до опыта активистов сапатизма после 1994 года и до активизма 1970-х годов. У участников было очень разнообразное прошлое, включая профсоюзных организаторов, лидеров коренных народов, интеллектуалов, феминисток и активисток за права женщин, геев, лесбиянок, защитников прав человека, студентов, активистов-экологов и учителей. Городские молодёжные коллективы и неправительственные организации также были представлены на этом мероприятии. Несмотря на это очевидное разнообразие и 12-летнюю борьбу сапатистов за права коренных народов, выступавшие на конференции редко упоминали о необходимости равного участия в кампании с точки зрения пола, расово-этнической принадлежности и сексуальной ориентации. Вместо того, чтобы включить эти важные вопросы в обсуждение всех аспектов Другой кампании, они были ограничены одним разделом повестки дня «Особое место для различий», что вызвало критику со стороны организаций геев, лесбиянок, коренных народов и феминисток, присутствовавших на мероприятии. Несмотря на эту внутреннюю критику, мероприятие продолжило свои усилия по организации кампании.
В январе 2006 года стартовала Другая кампания, в ходе которой Субкоманданте Маркос, также известный как Делегат Ноль, в течение нескольких месяцев объезжал все мексиканские штаты. Маркос произносил речи, на которых присутствовали люди столь же разнообразные, как и участники первой встречи, включая рыбаков, фабричных рабочих, жертв стихийных бедствий, крестьян, учителей, геев, лесбиянок, проституток и молодежь. Конечной целью этого тура было заручиться поддержкой организаций по всей стране, чтобы искоренить неолиберализм и капитализм из политической системы Мексики. Идеальное достижение этой цели включало в себя оказание давления на правительство Мексики с целью создания конвенции по переписыванию конституции страны для защиты всех мексиканцев от эксплуатации, являющейся результатом нынешних капиталистических и неолиберальных практик.
В мае 2014 года Рафаэль Гильен Висенте, человек, стоящий за этой персоной, который взял прозвище «Субкоманданте Маркос», объявил, что он «уничтожает» эту персону и уходит со своей руководящей должности в САНО. Он заявил: «Мы воины и как таковые знаем свою роль и свое время. Маркос, персонаж больше не нужен… Его персонаж был создан, и теперь его создатели, сапатисты, уничтожают его». Он подписал это заявление словами «Меня зовут Галеано. Мятежный Субкоманданте Галеано», сигнализирующий о принятии нового псевдонима и нового «персонажа».